# 4637 Odorico
4637 Odorico este un asteroid din centura principală, descoperit pe 8 februarie 1989 de Johann Baur.